# Harva
Harva est une île du quartier de Kakskerta à Turku en Finlande.

## Présentation
L'île mesure environ quatre cents mètres de long et cent mètres de large et est située au large de la péninsule Erikvallanniemi à Satava.
L'île de 3,5 hectares est située dans l'archipel de Turku, à environ 5 minutes en bateau de l'embarcadère.
L'ile d'Harva appartient à l'Union chrétienne de jeunes gens (UCJG) de Turku, qui y gère un centre de camps d'été.